# Washingtoni Egyetem (Tacoma)
A Washingtoni Egyetem tacomai campusa 1990. október 1. és 1997 között bérelt helyen működött, 1997. szeptember 27-én pedig állandó létesítménybe költözött. Az intézmény kancellárja Mark A. Pagano.
Az intézmény 1990. október 1-től a Perkins épület 4–8. emeletein működött. A jelenlegi kampuszt 1997. május 29-én adták át. Az egyetem által 2016-ban megvásárolt Court 17 épületben 290 férőhelyes kollégiumot alakítottak ki.
A University Y Student Center az egyetem és a YMCA együttműködésével megnyílt közösségi épület. A The Ledger a campus hallgatói kiadványa.

## Nevezetes személyek
- Dawn Morrell, ápoló és képviselő[10]
- Eric Barone, videójáték-fejlesztő[11]
- Pat McCarthy, Washington állam könyvvizsgálója[12]

## Fordítás
- Ez a szócikk részben vagy egészben  az   University of Washington Tacoma című angol Wikipédia-szócikk ezen változatának fordításán alapul.  Az eredeti cikk szerkesztőit annak laptörténete sorolja fel. Ez a jelzés csupán a megfogalmazás eredetét és a szerzői jogokat jelzi, nem szolgál a cikkben szereplő információk forrásmegjelöléseként.